# Jhinjhana
Jhinjhana é uma cidade e uma nagar panchayat no distrito de Muzaffarnagar, no estado indiano de Uttar Pradesh.

## Geografia
Jhinjhana está localizada a 29° 31′ N, 77° 13′ L. Tem uma altitude média de 243 metros (797 pés).

## Demografia
Segundo o censo de 2001, Jhinjhana tinha uma população de 17,655 habitantes. Os indivíduos do sexo masculino constituem 54% da população e os do sexo feminino 46%. Jhinjhana tem uma taxa de literacia de 50%, inferior à média nacional de 59.5%: a literacia no sexo masculino é de 57% e no sexo feminino é de 41%. Em Jhinjhana, 19% da população está abaixo dos 6 anos de idade.